# ダニエル・ベルトーニ
ダニエル・ベルトーニ（Daniel Bertoni, 1955年3月14日 - ）は、アルゼンチン・バイアブランカ出身の元サッカー選手。現役時代の主なポジションはフォワード（ウイング）。

## 経歴
1971年にキルメスでキャリアをスタートさせると、一年後にインデペンディエンテへと移籍。ここでは、コパ・リベルタドーレス3連覇（クラブとしては4連覇）を含む多くのタイトルの獲得に貢献をし、1973年にはユヴェントスを破ってインターコンチネンタルカップを獲得した。
その後、ヨーロッパへと渡り、スペインのセビージャで2年間プレー。そしてフィオレンティーナ、ナポリとイタリアのクラブを渡り歩き、1987年にウディネーゼで引退した。
アルゼンチン代表としても31回出場しており、マリオ・ケンペス、フィオレンティーナ時代の同僚であるダニエル・パサレラらと共にプレーし、地元開催の1978 FIFAワールドカップでは優勝、1982 FIFAワールドカップでは2次リーグ進出に貢献している。

## タイトル

### クラブ
インデペンディエンテ
- アルゼンチンリーグ : 1977N
- コパ・リベルタドーレス : 1973, 1974, 1975
- インターコンチネンタルカップ : 1973
- コパ・インテラメリカーナ : 1973, 1974, 1976

### 代表
アルゼンチン代表
- FIFAワールドカップ : 1978

### 個人
- フィオレンティーナの殿堂